# Пласконіс Володимир Пилипович
Володимир Пилипович Пласконіс (нар. 30 листопада 1937, м. Тернопіль) — український тренер, діяч спорту. Чоловік Ядвіги Пласконіс.

## Досягнення
- Майстер спорту СРСР із класичної (греко-римської) боротьби (1959).
- Заслужений тренер УРСР (1967).
- Суддя міжнародної категорії (1980).
- Заслужений працівник фізичної культури і спорту УРСР (1988).
- Відзнака 1-го ступеня Тернопільської міської ради (1990).

## Життєпис
Закінчив Кам'янець-Подільський педагогічний інститут Хмельницької області (1960, нині педагогічний університет).
Від 1965 — тренер-викладач.
У 1983—1985 — голова Тернопільської обласної ради ДСТ «Спартак».
Від 1991 очолює Тернопільську спортивну дитячо-юнацьку школа олімпійського резерву з греко-римської боротьби.
Від 2001 — президент спортивно-мистецького і духовного центру «Моя Україна» (м. Тернопіль).
Засновник борцівської школи у Тернополі. Як тренер підготував 140 майстрів спорту України, 9 майстрів спорту міжнародної категорії, 87 чемпіонів України, 12 чемпіонів і переможців СРСР, 3 володарів Кубка світу, 4 чемпіонів Європи, 2-х учасників 27-х літній Олімпійських ігор у м. Атланта (1996, США). Серед них Володимир Балабанов, Анатолій Єльчанінов.